# 埃施 (苏黎世州)
埃施（德語：Aesch）是瑞士苏黎世州迪蒂孔区的市镇，面积为5.24平方公里，海拔高度为540米，2018年12月31日人口数为1,555。

## 图库

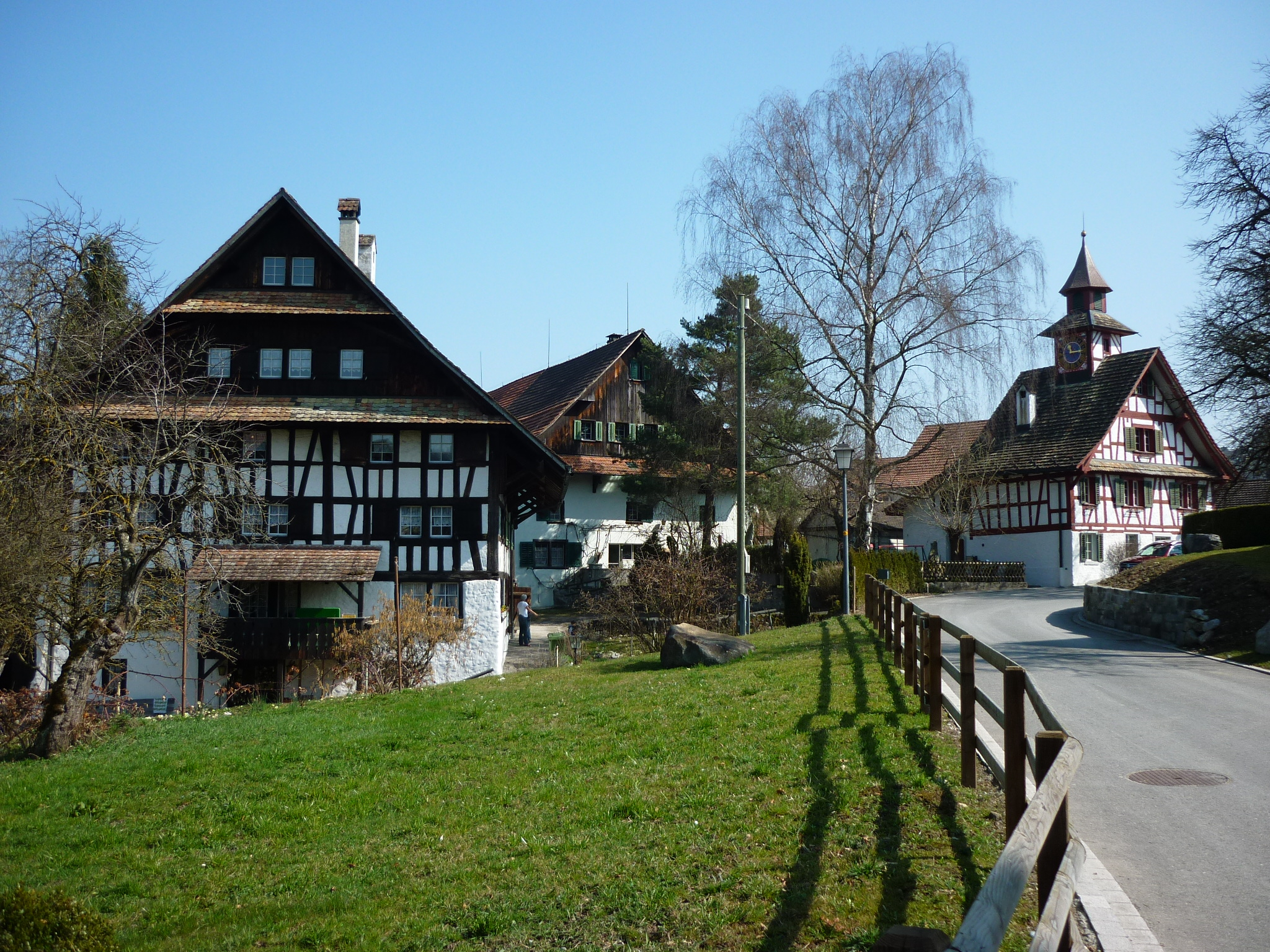
当地民居
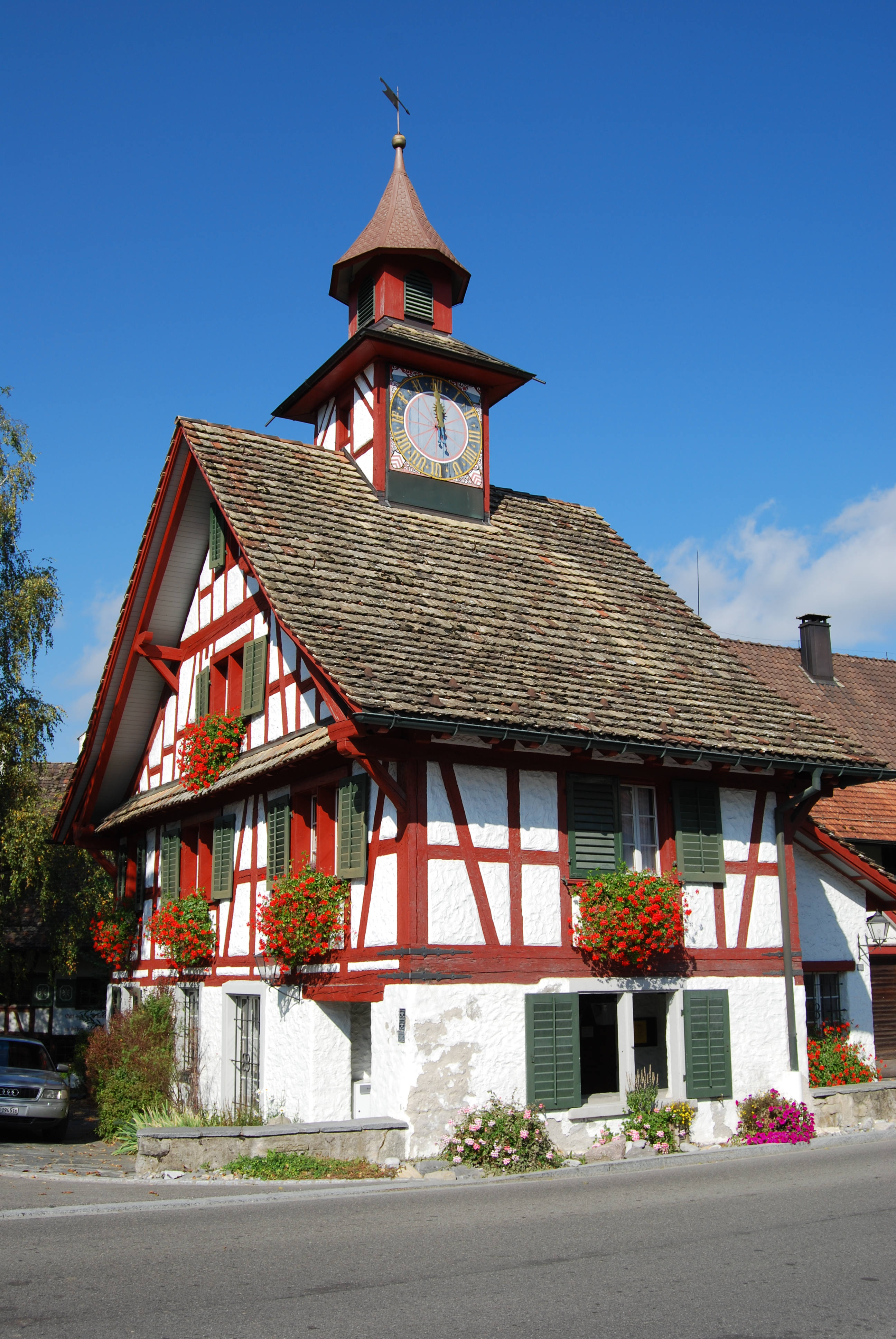
当地塔房
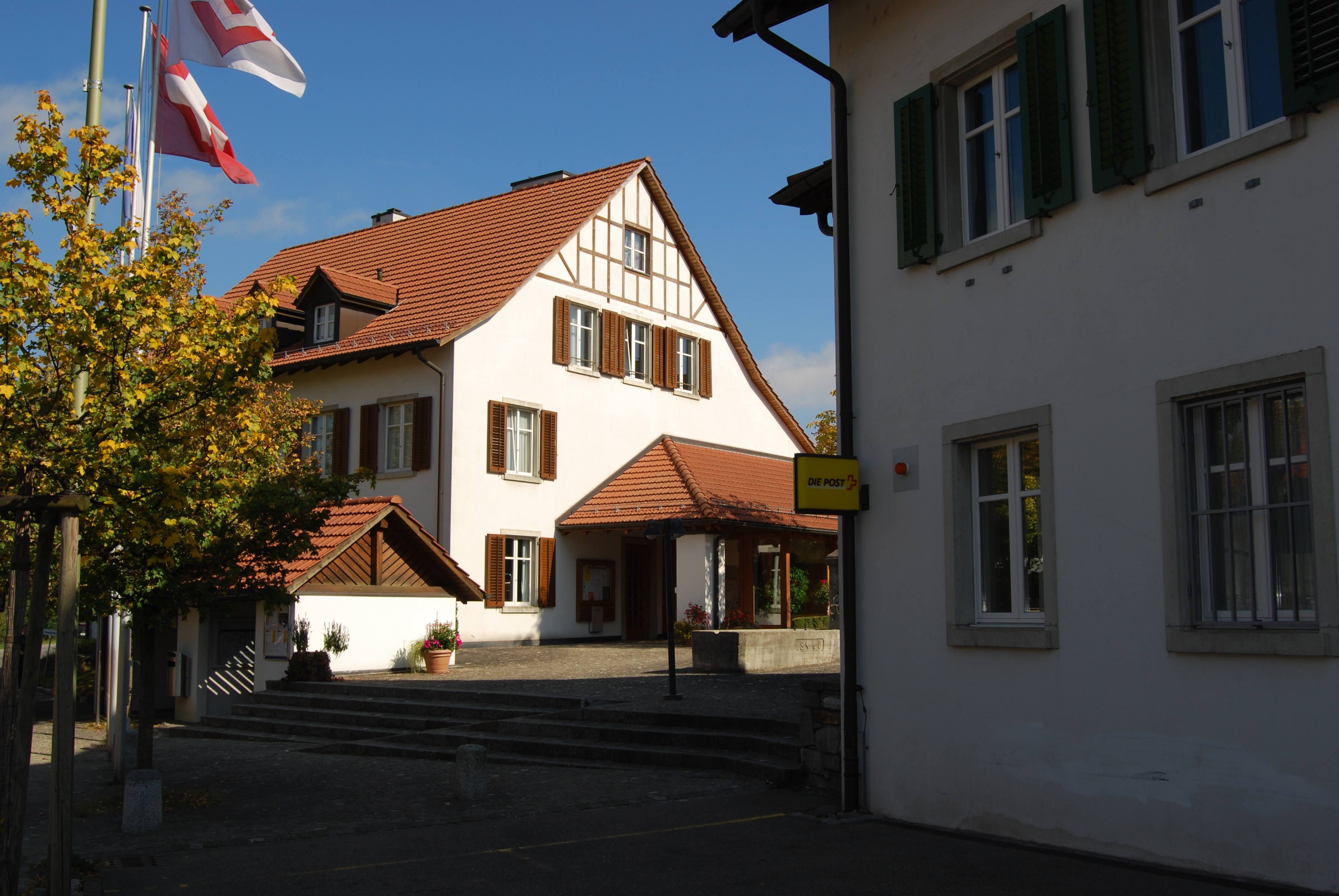
当地政府与邮政局